# Referendum na Ukrainie w 2000 roku
Referendum ogólnokrajowe na Ukrainie w 2000 zostało przeprowadzone 16 kwietnia 2000. Jego przedmiotem była reforma systemu politycznego na Ukrainie. Inicjatorem referendum był prezydent Łeonid Kuczma, a za zorganizowanie odpowiedzialna była Centralna Komisja Wyborcza.
Referendum było powszechnie postrzegane jako zorganizowane przez oligarchów z kręgu Kuczmy w celu zachowania wpływu i zapobiegnięciu wzrostowi popularności opozycyjnego Wiktora Juszczenki, który miał realne szanse wygrania następnych wyborów prezydenckich. Podstawa prawna do przeprowadzenia referendum budziła wątpliwości ukraińskiej opozycji.
W referendum zadane zostały cztery pytania:

## Wyniki
| Pytanie | głosy za   | % głosów za | głosy przeciw | % głosów przeciw | głosy nieważne | % głosów nieważnych |
| --- | ---------- | ----------- | ------------- | ---------------- | -------------- | ------------------- |
| Czy popiera Pan/Pani propozycję uzupełnienia treści 90 artykułu Konstytucji Ukrainy nową częścią trzecią następującej treści: Prezydent Ukrainy może również na czas nieokreślony zawiesić posiedzenia Rady Najwyższej Ukrainy, jeśli Rada Najwyższa Ukrainy w przeciągu jednego miesiąca nie zdołała ukonstytuować działającej większości parlamentarnej, lub też w razie niezatwierdzenia przez nią w przeciągu trzech miesięcy przygotowanego i przedstawionego, według obowiązujących procedur, Radzie Ministrów Ukrainy budżetu krajowego Ukrainy”, co ustanawiałoby dodatkowe podstawy dla rozwiązania przez Prezydenta Ukrainy Rady Najwyższej Ukrainy, jak również odpowiedniego uzupełnienia punktu 8 pierwszej części 106 artykułu Konstytucji Ukrainy słowami „oraz w innych wypadkach, nieprzewidzianych Konstytucją Ukrainy”? | 25 177 984 | 84,69%      | 4 126 394     | 13,88%           | 393 669        | 1,32%               |
| Czy zgadza się Pan/Pani z koniecznością ograniczenia nietykalności deputowanych Ukrainy i w związku z tym z wykreśleniem części trzeciej 80 art. Konstytucji Ukrainy: „Narodowi deputowani Ukrainy nie mogą być bez zgody Rady Najwyższej pociągnięci do odpowiedzialności karnej, zatrzymani ani aresztowani” ? | 26 461 382 | 89,00%      | 2 862 560     | 9,62%            | 370 763        | 1,24%               |
| Czy zgadza się Pan/Pani na zmniejszenie ogólnej liczby deputowanych Ukrainy z 450 do 300 i związaną z tym zmianą w części pierwszej 76 art. Konstytucji Ukrainy słów „czterysta pięćdziesiąt” na słowo „trzysta”, a także na dokonanie odpowiednich zmian w ordynacji wyborczej? | 26 730 432 | 89,91%      | 2 597 915     | 8,73%            | 366 514        | 1,23%               |
| Czy popiera Pan/Pani konieczność sformowania dwuizbowego parlamentu na Ukrainie, z których to izb jedna przedstawia interesy regionów Ukrainy i działa na rzecz ich realizacji, jak i wniesienia odpowiednich zmian do Konstytucji Ukrainy i ordynacji wyborczej? | 24 284 220 | 81,68%      | 4 994 336     | 16,79%           | 416 824        | 1,4%                |

Większość obywateli odpowiedziała „tak” na wszystkie cztery pytania.